# Elefant Records
Elefant Records är ett spanskt indieskivbolag grundat 1989 av Luis Calvo. Bolaget var ursprungligen ett fanzine kallat "La Línea Del Arco".

## Artister
| - Ana D - Aventuras de Kirlian - Bla - BMX Bandits - Camera Obscura (2002–2006) - Carlos Berlanga - Cooper - Corazón - Dj Luis Elefant - Entre Ríos med Isol - Family - Fitness Forever - Foxes! - Giorgio Tuma - Go Kart Mozart - Heavenly - Helen Love - Ibon Errazkin - Juniper Moon | - Jupiter Apple - La Bien Querida - La Casa Azul - La Monja Enana - La Pequeña Suiza - Le Mans - Les Très Bien Ensemble - Linda Guilala - Los Flechazos - Los Soberanos - Lucky Soul - Me Enveneno de Azules - Mirafiori - Modular - My Little Airport - Nick Garrie - Niza - Nosoträsh | - Papa Topo - Pushy Parents - Serpentina - Shizuka - Single - Speedmarket Avenue - Spring - Stereo Total - Tecnicolor - Television Personalities - Tender Trap - The Carrots - The Clientele - The Frank and Walters - The School - Trembling Blue Stars - Vacaciones - Vainica Doble |